# Attilio Demaría
Atilio José Demaría, italienisch auch Attilio Demaria, (* 19. März 1909 in Buenos Aires; † 11. November 1990 in Haedo, Provinz Buenos Aires) war ein argentinischer Fußballspieler und -trainer italienischer Abstammung, der für die Nationalmannschaften beider Länder spielte und 1934 mit Italien Fußball-Weltmeister wurde.

## Karriere als Spieler
Demaría spielte in Argentinien bei Estudiantes Porteño, als er 1930 in den Kader der argentinischen Fußballnationalmannschaft für die Weltmeisterschaft in Uruguay berufen wurde. Sein Debüt für die Albeceleste gab er während dieses Turniers beim 6:3-Sieg gegen Mexiko. Zu zwei weiteren Einsätzen kam der Stürmer 1931, als die Copa Rosa Cheva gegen Paraguay gewonnen wurde.
Kurz darauf wechselte Attilio Demaría, wie viele seiner Landsleute mit italienischen Wurzeln in den 1930er Jahren, in die Serie A und unterschrieb bei Inter Mailand (damals AS Ambrosiana). Während die Mailänder in seiner ersten Saison auf einem enttäuschenden sechsten Platz landeten, konnten nach der Rückkehr von Árpád Weisz auf die Trainerbank drei Vizemeistertitel in Folge erreicht werden, jeweils hinter dem Juventus FC. Im Mitropacup 1933 erreichten die Mailänder nach Siegen gegen den First Vienna FC sowie Sparta Prag das Finale gegen den FK Austria Wien. Nach einem 2:1-Sieg in San Siro verloren die Italiener den Titel noch im Rückspiel in Wien durch drei Tore von Matthias Sindelar zum 1:3.
Da die italienischstämmigen Oriundi als italienische Staatsbürger galten, war Demaría für die Nationalmannschaft spielberechtigt und trug im November 1932 bei einem 4:2-Sieg gegen Ungarn erstmals die Dress der Squadra Azzurra. Bei der Weltmeisterschaft 1934 gehörte er zum Aufgebot der Heimmannschaft und kam bei der Wiederholung des Viertelfinalspiels gegen Spanien zum Einsatz. Auch bei der dritten Austragung des Nationenpokals stand er in der siegreichen Mannschaft und kam dabei drei Mal zum Einsatz.
1936 verließ Demaría Mailand und kehrte für zwei Jahre nach Argentinien zurück, ehe er zu Beginn der Saison 1938 wieder für Ambrosiana-Inter auflief. Es folgte seine erfolgreichste Zeit in Italien, als 1939 durch ein 2:1 gegen Novara Calcio der Sieg im Finale der Coppa Italia gelang und in der Folgesaison die italienische Meisterschaft geholt wurde. Demaría spielte auch wieder in der Nationalmannschaft und bestritt sein letztes Spiel für Italien im April 1940 gegen Rumänien. 
Bei Inter blieb er bis 1943 aktiv; danach war er während der regionalen Kriegsmeisterschaft 1944 noch bei Novara tätig, ehe er nach Kriegsende in der Serie B beim AC Legnano spielte. Nachdem er zwischenzeitlich die Trainerausbildung gemacht hatte, war Attilio Demaría ab 1946 noch für zwei Jahre Spielertrainer beim Zweitligisten Cosenza SC.

## Erfolge
- Weltmeister: 1934
- Vizeweltmeister: 1930
- Europapokal der Fußball-Nationalmannschaften: 1933 bis 1935
- Finalist im Mitropacup: 1933
- Italienischer Meister: 1939/40
- Italienischer Vizemeister: 1932/33, 1933/34, 1934/35
- Italienischer Pokalsieger: 1938/39